# Scottie Wilbekin
Scottie Jordan Wilbekin (* 5. April 1993 in Gainesville (Florida)) ist ein US-amerikanisch-türkischer Basketballspieler.

## Werdegang
Der Sohn eines Pastors spielte in seinem Heimatland Basketball an der Rock School in Gainesville (US-Bundesstaat Florida) sowie anschließend in derselben Stadt an der University of Florida. Im Anschluss an das Spieljahr 2013/14 wurde er in der Southeastern Conference als Spieler des Jahres ausgezeichnet.
Seine Laufbahn als Berufsbasketballspieler begann Wilbekin bei der australischen Mannschaft Cairns Taipans in der NBL, bei der er die Saison 2014/15 verbrachte. Im März 2015 schloss er sich der griechischen Mannschaft AEK Athen an. Im Sommer 2015 stattete die NBA-Mannschaft Philadelphia 76ers ihn mit einem Vertrag aus, der aber noch vor dem Saisonauftakt wieder aufgelöst wurde.
Als Spieler von Darüşşafaka SK Istanbul in der Türkei machte Wilbekin Spitzenvereine im europäischen Basketballsport auf sich aufmerksam, als er die Istanbuler in der Saison 2017/18 zum Gewinn des Eurocups führte und in diesem Spieljahr mit 19,7 Punkten je Begegnung die Korbjägerliste des Wettbewerbs anführte sowie als bester Spieler der Saison ausgezeichnet wurde. Er wechselte nach Israel, dort wurde Wilbekin mit Maccabi Tel Aviv dreimal Staatsmeister. Während seiner Zeit in Tel Aviv wurde Wilbekin im Angriff einer der wichtigsten Spieler der Mannschaft. 2022 kehrte er in die Türkei zurück und unterschrieb bei Fenerbahçe Istanbul. Zu Beginn der Saison 2024/25 zog er sich einen Kreuzbandriss zu, in deren weiteren Verlauf Fenerbahçe die Euroleague sowie die türkische Meisterschaft.

### Nationalmannschaft
Wilbekin wurde im Juni 2018 türkischer Staatsbürger und in die Nationalmannschaft des Landes berufen. 2019 nahm er mit der türkischen Auswahl an der Weltmeisterschaft teil. Da er im August 2023 einer Einberufung in die türkische Nationalmannschaft nicht nachkam, wurde Wilbekin mit einer Spiel- und Geldstrafe belegt, des Weiteren wurde ihm vom türkischen Basketballverband das Recht entzogen, in der türkischen Liga als einheimischer Spieler zu gelten.

### Erfolge
- Eurocup-Sieger 2018
- Israelischer Meister 2019, 2020, 2021
- Israelischen Pokalsieger 2022
- Türkischer Meister 2024, 2025
- Türkischer Pokalsieger 2024
- Euroleague-Sieger 2025